# Широков, Владимир Константинович
Владимир Константинович Широков (25 мая 1973, Ленинград, РСФСР — 8 марта 2000, Комсомольское, Чечня, Россия) — инструктор-взрывник штурмового отделения отдела специального назначения «Тайфун» Главного управления исполнения наказаний Министерства юстиции Российской Федерации (ГУИН Минюста России) по Санкт-Петербургу и Ленинградской области, лейтенант внутренней службы.

## Биография

Могила Широкова на Серафимовском кладбище Санкт-Петербурга.

Владимир Широков родился 25 мая 1973 года в Ленинграде. Русский. Окончил Ленинградский энергетический техникум.
Срочную службу в Вооружённых силах командир отделения Владимир Широков проходил на территории Молдавии. После увольнения в запас работал сотрудником службы безопасности Ленинградского агентства культуры. С 1994 года работал младшим инспектором Службы по исправительным делам и социальной реабилитации ГУВД Санкт-Петербурга и Ленинградской области.
С 1995 года Владимир Широков — боец базового отряда специального назначения «Тайфун» ГУИН Минюста России по Санкт-Петербургу и Ленинградской области.
Лейтенант внутренней службы Широков В. К. всегда выделялся среди сослуживцев твёрдостью характера и смелостью. Его три командировки в Северо-Кавказский регион для участия в контртеррористических операциях всегда были связаны с риском, но даже из самых критических ситуаций он выходил с достоинством и честью.
В марте 2000 года сводный отряд «Тайфун» спецназа Минюста России в очередной раз был направлен в одну из «горячих точек» Чеченской Республики — в район населённого пункта Комсомольское, где разгорелись ожесточенные бои с захватившей село бандой боевиков. В ходе одного из боёв 8 марта 2000 года 26-летний офицер был смертельно ранен.
Похоронен с воинскими почестями на Аллее Славы Серафимовского кладбища (Дубовый участок) Санкт-Петербурга.
За мужество и героизм, проявленные при ликвидации незаконных вооруженных формирований, Указом Президента Российской Федерации от 29 августа 2000 года лейтенанту внутренней службы Широкову Владимиру Константиновичу было посмертно присвоено звание Героя Российской Федерации.

## Награды
- Герой Российской Федерации
- Две медали «За отвагу»
- Медаль ордена «За заслуги перед Отечеством» 2-й степени (с мечами)

## Память
Имя Героя Российской Федерации Широкова В. К. присвоено профессиональному лицею № 130 Красносельского района Санкт-Петербурга. В музее боевой славы этого учебного заведения, хранятся личные вещи, документы, фотографии из семейного архива Героя — выпускника ПТУ № 130. На здании лицея установлена мемориальная доска с его портретом.